# 도깨비 꿈
《도깨비 꿈》은 1986년 2월 2일에 MBC TV에서 방영되었던 베스트셀러극장이다.

## 줄거리
어느 지방 도시의 외딴 마을.
자식들이 모두 이민을 가 홀로 지내고 있는 할머니는 그 마을의 어른이자 시어머니격이다. 이 할머니의 집에 다섯 명의 도둑이 세를 들게 된다. 이들은 외딴 거리에서 현금 수송 차량을 습격, 현금 탈취에 성공하지만...

## 출연
- 황정순
- 김무생
- 임현식
- 홍순창
- 김광배